# Voelklichthys comitatus
Voelklichthys comitatus è un pesce osseo estinto, appartenente ai macrosemiidi. Visse nel Giurassico superiore (Kimmeridgiano, circa 155 milioni di anni fa) e i suoi resti fossili sono stati ritrovati in Germania.

## Descrizione
Questo pesce è noto per un esemplare lungo meno di 3 centimetri e dotato di caratteristiche uniche. La forma del corpo era allungata e possedeva una grande testa triangolare, più alta che lunga. La volta cranica era orientata quasi verticalmente, con un margine orbitale anterodorsale fortemente ossificato e ben sviluppato. La premascella e l'osso dentale erano dotati di denti molto piccoli e conici. L'apparato opercolare era molto stretto e alto, ed era presente una clavicola. Le pinne pettorali e pelviche erano dotate di lunghi raggi e si estendevano fino a coprire la base delle pinne pelviche e anali, rispettivamente. I raggi delle pinne dorsale e anale andavano a sovrapporsi alla pinna caudale. 

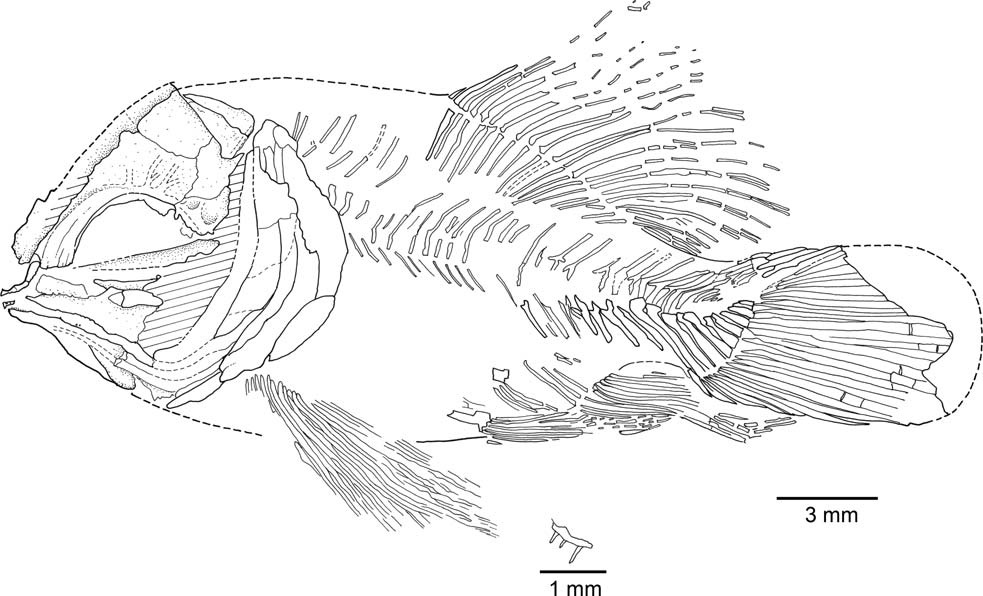
Ricostruzione dello scheletro di Voelklichthys comitatus

## Classificazione
Voelklichthys comitatus è stato descritto nel 2012, sulla base di un fossile rinvenuto nella stessa lastra di roccia sulla quale era conservato l'olotipo del piccolo dinosauro Juravenator, nella formazione Painten in Baviera. Questo pesce è stato interpretato come un macrosemiiforme (un gruppo di pesci ginglimodi dotati di un muso rivolto all'ingiù) a causa della presenza di un paio di caratteristiche tipiche del gruppo (anello circumorbitale incompleto e assenza di un osso sopramascellare), ma le insolite caratteristiche di Voelklichthys hanno impedito una classificazione più approfondita. 
- Arratia, G., and Schultze, H.-P., 2012, The macrosemiiform fish companion of the Late Jurassic theropod Juravenator from Schamhaupten, Bavaria, Germany: Fossil Record, v. 15, p. 5–25.